# Piotr Palij
Piotr Nikołajewicz Palij (Drozdow), ros. Петр Николаевич Палий (Дроздов) (ur. w 1908 r. w Kowlu, zm. ?) – radziecki inżynier-elektryk, szef sztabu oddziału żandarmerii polowej 2 Dywizji Piechoty Sił Zbrojnych Komitetu Wyzwolenia Narodów Rosji pod koniec II wojny światowej, emigracyjny inżynier lotniczy, publicysta i pisarz, działacz religijny.
W 1930 r. ukończył politechnikę w Kijowie. W latach 1931–1933 odbywał służbę wojskową w Kazaniu. Awansował do stopnia kapitana. Jesienią 1933 r. został aresztowany przez NKWD pod zarzutem ukraińskiego separatyzmu. Po 8 miesiącach więzienia wyszedł na wolność. W 1934 r. powrócił do Kijowa, gdzie podjął pracę jako inżynier-elektryk. W styczniu 1941 r. zmobilizowano go do Armii Czerwonej. Objął dowództwo batalionu inżynieryjnego, który prowadził prace fortyfikacyjne w Brześciu nad Bugiem. W lipcu tego roku dostał się do niewoli niemieckiej. Przebywał w różnych obozach jenieckich. W 1944 r. w oflagu w Wolgaście zadeklarował wstąpienie do Rosyjskiej Armii Wyzwoleńczej (ROA). Pod koniec 1944 r. został w stopniu majora szefem sztabu oddziału polowej żandarmerii (oddziału bojowej i operacyjnej ochrony) 2 Dywizji Sił Zbrojnych Komitetu Wyzwolenia Narodów Rosji. Na początku maja 1945 r. wraz z resztą dywizji poddał się Amerykanom. Po zakończeniu wojny uniknął deportacji do ZSRR. W 1948 r. wyjechał do USA, gdzie podjął pracę jako kreślarz w firmie lotniczej Lockheed. Jednocześnie ukończył studia na Uniwersytecie Kalifornijskim. Brał udział w rozmowach handlowych z Sowietami. Kilka razy wyjeżdżał do Związku Sowieckiego. Był też autorem artykułów do prasy emigracyjnej. Napisał wspomnienia ze swojego życia. Wybrano go starostą chramu Swiato-Bogorodnickiego.